# Bumbálka

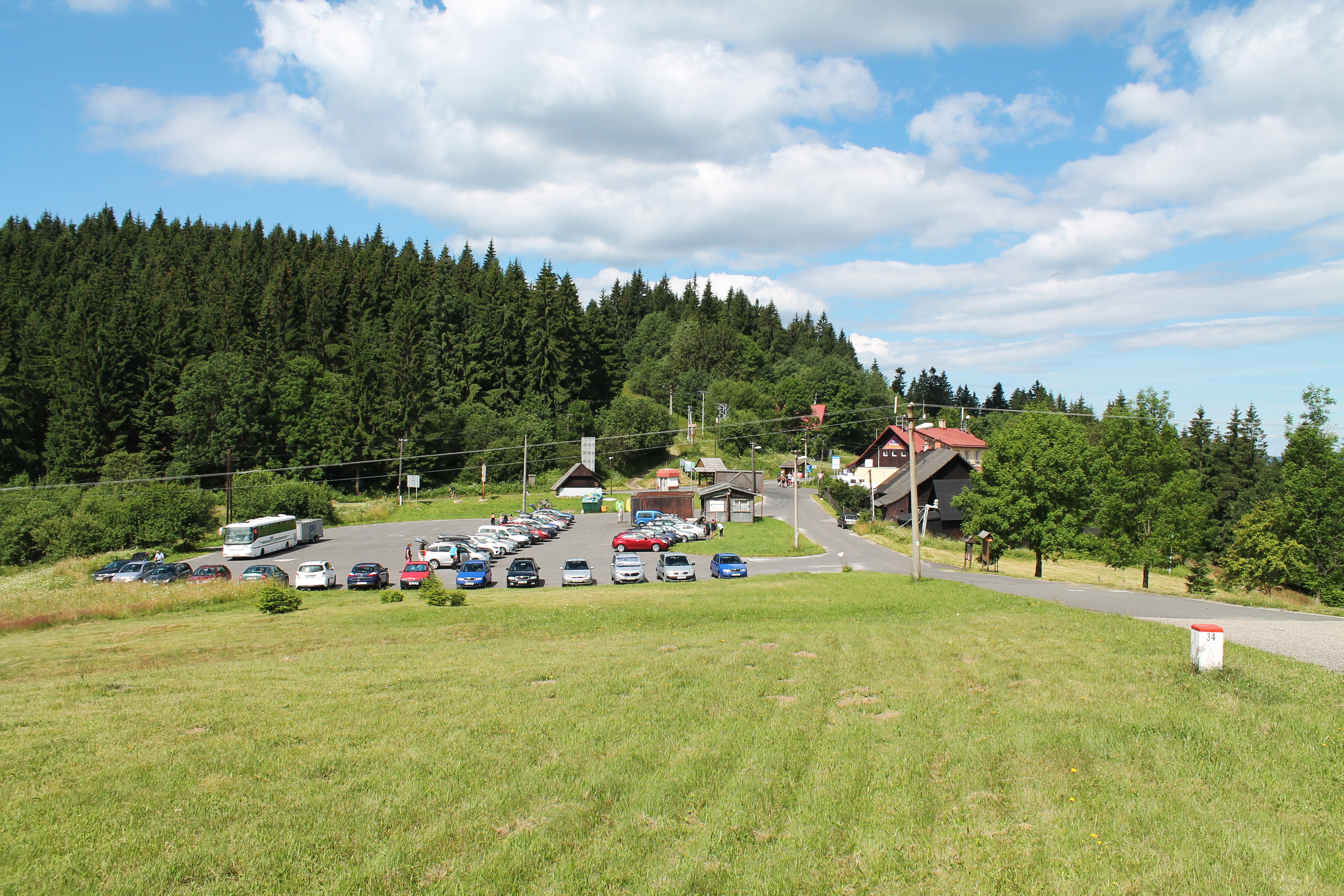
Bumbálka

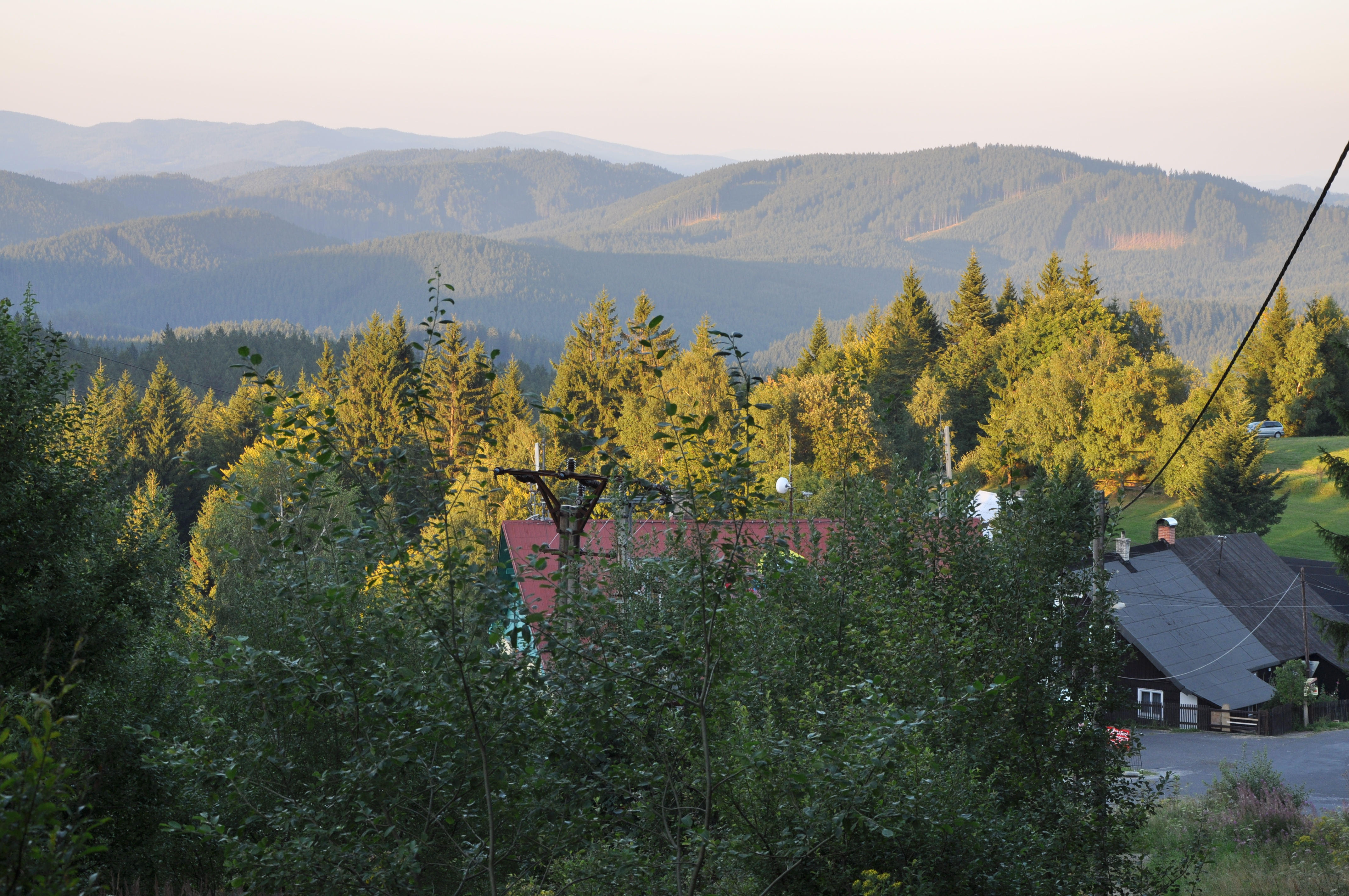
Výhled z Bumbálky na Moravskoslezské Beskydy

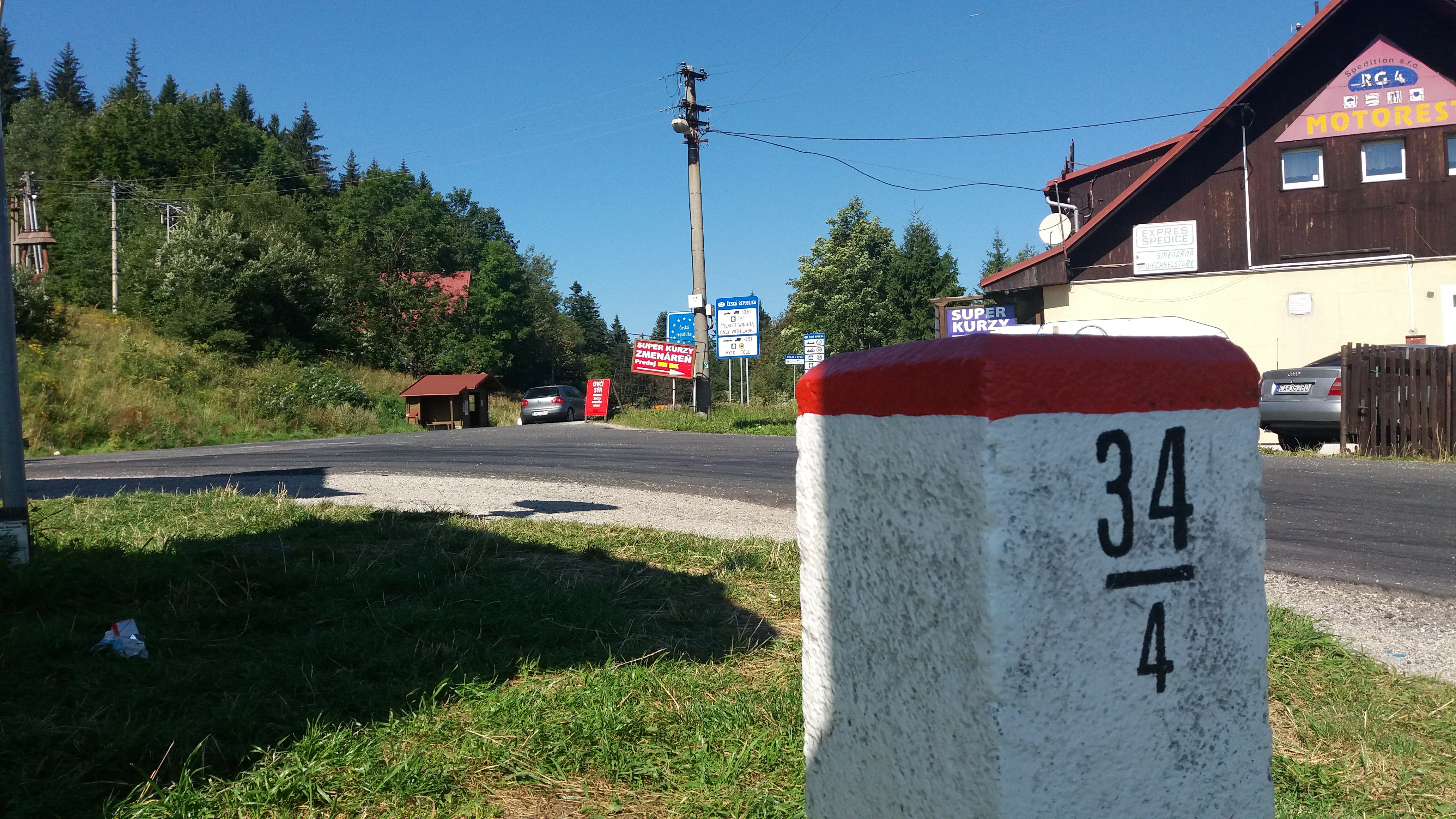
Hraniční kámen u silnice z Česka na Slovensko

Bumbálka (nadmořská výška 870 m) je horské sedlo v hlavním hřebeni Turzovské vrchoviny, mezi vrchy Beskydok (953,1 m) a Beskyd (900,1 m) v Moravskoslezském kraji, na česko-slovenské státní hranici. 
Jižně od sedla pramení na slovenském území potok Trojačka, zdrojnice Kysuce. Sedlem vede hlavní evropské rozvodí.
Bumbálkou prochází silnice I/35 (E442) z Valašského Meziříčí přes Makov do Bytče a Žiliny. Bývala zde moravská část hraničního přechodu (slovenská leží o stovky metrů níže), horský hotel a lyžařský vlek.
V současnosti je okolí sedla rekreační oblastí po obou stranách hranice. Sedlem vede i červeně značená turistická trasa od Makovského průsmyku po hřebeni dále na severovýchod, žlutě značená trasa vede z osady Trojačka do národní přírodní rezervace Salajka na moravské straně. Hlavní hřeben sleduje i lyžařská turistická trasa, naučná stezka spojuje Bumbálku s jižněji ležícím Makovským průsmykem.
Nedaleko Bumbálky se nachází bod v Česku, který je nejdále od moře. Jakýsi český pól relativní nedostupnosti.[zdroj?]